# Molopopterus gamma
Molopopterus gamma är en insektsart som beskrevs av Irena Dworakowska 1973. Molopopterus gamma ingår i släktet Molopopterus och familjen dvärgstritar.
Artens utbredningsområde är Nigeria. Inga underarter finns listade i Catalogue of Life.